# NS-37 (機関砲)
NS-37（ロシア語: НС-37）は第二次世界大戦中のソビエト連邦で開発された、口径37 mmの航空機関砲である。名称は、開発者のA・E・ヌデリマーンとA・S・スラノフの頭文字に砲口径を組み合わせたもの。

## 概要
NS-37は高い威力を有することで知られたシュピタルニー Sh-37を更に上回る航空機関砲が要求され登場した。
NS-37の目的は戦車などを含む装甲目標を含む地上目標の完全な破壊とと、大型の航空機さえも一撃で葬りさることとされ、弾薬は37mmもの航空機関砲としては異例の極めて大口径のものが使用されることになった。これは対戦車砲としても通用する口径である。
第16設計局のA・E・ヌデリマーンとA・S・スラノフによって設計され、1941年から局内にて組み立てが行われた。試作品は1943年に最前線でテストを通過した上で本格的に生産が決まり、第二次大戦終結の1945年まで生産が続けられた。

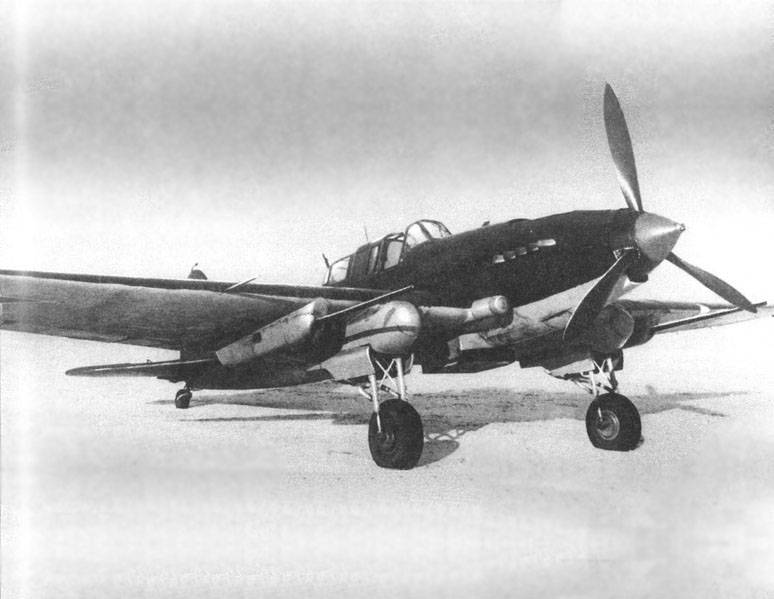
両翼下ガンパックにNS-37を装備したIl-2襲撃機

NS-37は、LaGG-3とYak-9T戦闘機のモーターカノンとして、機首のV型エンジンのシリンダーブロックの間に装備された。また、Il-2襲撃機の一部は、両翼下にガンパック形式で装備した。
37mmもの弾薬は非常に高い火力を示し、軍の期待通り数々の戦車及び敵航空機を撃破することに完全に成功した。
ソ連の優秀なパイロット達はこの癖のある兵器に慣れ、実際に戦果を挙げることに成功した。それでもソ連は更なる優れた兵器の開発に勤しみ、より軽量な37 mm×155弾を使用するN-37機関砲が後に生まれた。
NS-37の拡大版として、口径が45 mmとなったNS-45機関砲や、57 mm×160RB弾を使用するN-57 57 mm機関砲(OKB-16-57としても知られる)が存在する。